# Внешняя политика Науру
Внешняя политика Науру — это общий курс Науру в международных делах. Внешняя политика регулирует отношения Науру с другими государствами. Реализацией этой политики занимается Министерство иностранных дел Науру.

## История
В 1968 году Республика Науру провозгласила независимость от Австралии и присоединилась к Содружеству наций. Республика Науру имеет специальный статус в Содружестве наций, членом которого она стала в 1968 году после получения независимости. С мая 1999 года по январь 2006 года Науру была полноправным членом этой организации. 14 сентября 1999 года Республика Науру была принята в ООН. Науру — член Южно-тихоокеанской комиссии и Форума тихоокеанских островов. Также это государство является членом Форума тихоокеанских островов, Азиатского банка развития, международной организации Страны Африки, Карибского бассейна и Тихого океана и других международных организаций. Только у Китайской Республики (Тайвань) и Австралии имеются  дипломатические миссии на Науру.

15‑16 декабря 2009 года Республика Науру стала четвёртой страной мира, признавшей независимость Абхазии и Южной Осетии, после России, Никарагуа и Венесуэлы.

15 января 2024 года Науру разорвала дипломатические отношения с Китайской Республикой (Тайвань), восстановила дипломатические отношения с Китайской Народной Республикой и признала «Китайскую Народную Республику единственным законным правительством Китая» и «Тайвань как часть  Китайской Народной Республики».

## Американо-науруанские отношения
Между странами сложились хорошие отношения. Соединенные Штаты не имеют консульских или дипломатических представительств на Науру. Сотрудники посольства США на Фиджи представляют интересы страны и на Науру. Торговля между Соединенными Штатами и Науру носит ограниченный характер. В 2010 году товарооборот между странами составил сумму 2,711 млн. долларов США.